# ITA Airways
ITA Airways, ufficialmente Italia Trasporto Aereo S.p.A., è la compagnia aerea di bandiera italiana. 
Da gennaio 2025 parte del Gruppo Lufthansa, è la più grande compagnia aerea italiana per flotta, voli e numero di destinazioni internazionali. L'attività di ITA Airways consiste nel trasporto aereo nazionale e internazionale di passeggeri e merci, servendo i principali aeroporti italiani, oltre a numerosi aeroporti esteri. 
L'hub principale della compagnia è Roma-Fiumicino, mentre quello secondario è Milano-Linate. 

## Storia

### Origini
ITA Airways è nata per dotare l'Italia di una compagnia di bandiera, dopo il termine dell'amministrazione straordinaria di Alitalia. La Commissione europea aveva chiesto una chiara discontinuità da quest'ultima per autorizzare il governo italiano a costituire una nuova società pubblica di trasporto aereo. Inoltre, sulla scelta ha influito il prestito ponte di 900 milioni di euro concesso dall'Italia ad Alitalia nel 2017, che la stessa Commissione europea aveva considerato aiuto di Stato illegittimo; in questo modo, avrebbero dovuto occuparsi della restituzione gli amministratori straordinari della vecchia compagnia, e non ITA, proprio in virtù della discontinuità economica.
Tra le condizioni previste per garantire la discontinuità, ITA ha dovuto ridurre il perimetro operativo, andando a coprire solo le tratte più redditizie di Alitalia (per un totale di 39 destinazioni, contro le 100 coperte da Alitalia al 2021) e non quelle dal risultato negativo. Inoltre, ha iniziato le attività con una flotta di 52 aerei Airbus (rilevata al prezzo simbolico di 1 euro) di cui 45 per il medio-corto raggio e 7 per il lungo raggio (28 in meno rispetto a quelli posseduti da Alitalia al 2021), e 2 800 dipendenti.
Il 14 ottobre 2021, la compagnia aerea ha acquisito il marchio Alitalia per 90 milioni di euro, insieme ai nomi di dominio alitalia.com e alitalia.it, a seguito di una gara promossa dall'amministrazione straordinaria di Alitalia.

### L'inizio delle attività
Dopo aver cominciato la vendita dei titoli di viaggio il 16 agosto 2021, ITA Airways ha iniziato le operazioni di volo il 15 ottobre con il volo dall'aeroporto di Milano-Linate all'aeroporto di Bari Palese. Il 2021 è stato chiuso con un fatturato di 86 milioni di euro e una perdita netta di 149 milioni di euro.
La compagnia aerea ha aderito ufficialmente all'alleanza SkyTeam il 29 ottobre 2021; previsto inizialmente solo fino al 31 dicembre 2022, l'accordo è stato successivamente prorogato.
Nel suo primo anno di attività, ITA Airways ha trasportato 9 milioni di passeggeri. Nel 2023 sono saliti a 14,8 milioni, con 2,4 miliardi di euro di ricavi.

### La privatizzazione
Dopo i primi mesi di attività, il Ministero dell'economia e delle finanze ha dichiarato l'intenzione di privatizzare, anche parzialmente, ITA, qualora fosse stata presentata un'offerta commerciale ritenuta vantaggiosa. Il 24 gennaio 2022, ITA ha annunciato che MSC Group e Lufthansa avevano espresso interesse a diventare proprietari di maggioranza della compagnia aerea italiana, con il governo italiano che avrebbe mantenuto una quota di minoranza. Il 10 marzo 2022, anche Delta Air Lines e il gruppo Air France–KLM hanno espresso interesse a investire in ITA, collaborando con la società di investimento Certares. Dopo il termine scaduto il 23 maggio 2022, solo MSC/Lufthansa e Air France-KLM/Certares avevano presentato un'offerta per ITA.
Dopo un periodo di analisi delle offerte, il 31 agosto 2022 il MEF ha annunciato di aver scelto la proposta del fondo Certares, che si impegnava ad acquistare il 50% più un'azione per circa 350 milioni di euro. Air France-KLM e Delta sarebbero entrate nell'accordo solo con una collaborazione commerciale, senza investimenti economici. Prima di sottoscrivere la proposta, il MEF ha come di consueto avviato un periodo di 60 giorni di negoziati esclusivi, per definire i dettagli.
Tuttavia, allo scadere del termine il Governo ha annunciato di non aver trovato un accordo soddisfacente con il fondo Certares. Di conseguenza, avrebbe ricominciato a valutare anche altre offerte, modificando i parametri. Nel dicembre 2022 è stato emesso un nuovo DPCM, che ha rimosso il vincolo per il Tesoro di mantenere solo una quota di minoranza nelle prime fasi della privatizzazione. A queste condizioni, il 18 gennaio 2023 la compagnia di bandiera tedesca Lufthansa ha presentato una nuova offerta per acquistare il 40% delle azioni di ITA mediante un aumento di capitale, mentre Air France-KLM in giornata ha avvisato che non avrebbe presentato nessuna proposta.
Il 25 maggio 2023, il ministro dell'economia e delle finanze Giancarlo Giorgetti e l'amministratore delegato di Lufthansa Group, Carsten Spohr, hanno concluso le trattative per il passaggio della compagnia di bandiera italiana al colosso tedesco: l'accordo prevede la cessione del 41% immediato, per salire al 90% nel giro di tre anni. Il trasferimento sarebbe stato accordato ad una cifra vicina ai 325 milioni di euro, superiore rispetto alle precedenti proposte di Lufthansa. Una volta apposta la firma ufficiale, l'accordo è passato al vaglio della Corte dei conti, che ha dato il suo via libera il 16 giugno, e dell'Autorità garante della concorrenza e del mercato. Il 30 novembre l'operazione è stata notificata alla direzione generale della concorrenza della Commissione europea.
La Commissione ha dato il via libera il 3 luglio 2024, chiedendo però in cambio sia ad ITA Airways che a Lufthansa alcuni accorgimenti per non limitare la concorrenza. Tra i rimedi, ITA ha proposto di cedere alcuni slot degli aeroporti di Linate e Fiumicino a easyJet, per operare per tre anni le rotte che rimarrebbero senza concorrenza. Allo stesso modo, ha stipulato accordi con Air France-KLM e IAG per alcuni voli da Roma al Nord America. Il 29 novembre 2024 la Commissione ha approvato definitivamente il pacchetto di rimedi.
Il 17 gennaio 2025 Lufthansa Group ha finalizzato l'acquisizione del 41% di ITA Airways, tramite un aumento di capitale da 325 milioni di euro. Con l'ingresso del vettore tedesco nel capitale, è stato nominato un nuovo consiglio di amministrazione a 5 membri: due scelti da Lufthansa, tra cui il nuovo amministratore delegato Jörg Eberhart (capo delle strategie della compagnia tedesca e già AD di Air Dolomiti), e tre scelti dal MEF, fra cui il presidente Sandro Pappalardo.

## Dati sul servizio

### Dati di bilancio
Di seguito sono riportati i principali risultati operativi e commerciali di ITA Airways degli ultimi anni (al 31 dicembre):
| Anno | Ricavi (in miliardi di €) | Risultato operativo (in milioni di €) | Margine operativo lordo (in milioni di €) | Risultato netto di esercizio (in milioni di €) | Dipendenti (migliaia) | Passeggeri trasportati (milioni) | Coefficiente di riempimento medio (in %) | Numero di aerei | Note   |
| ---- | ------------------------- | ------------------------------------- | ----------------------------------------- | ---------------------------------------------- | --------------------- | -------------------------------- | ---------------------------------------- | --------------- | ------ |
| 2021 | 0.090                     | −177.7                                | −153.5                                    | −147.9                                         | 2.234                 | 1.3                              | 53.7                                     | 52              | [ 40 ] |
| 2022 | 1.539                     | −589.3                                | −337                                      | −486.1                                         | 3.908                 | 10.1                             | 73.3                                     | 71              | [ 41 ] |
| 2023 | 2.433                     | −75                                   | 70.2                                      | −5                                             | 4.659                 | 14.8                             | 78.6                                     | 85              | [ 42 ] |
| 2024 | 3.048                     | 3.5                                   | 336.7                                     | −227                                           | 4.974                 | 17.7                             | 81.3                                     | 99              | [ 43 ] |

## Identità aziendale

### Livrea

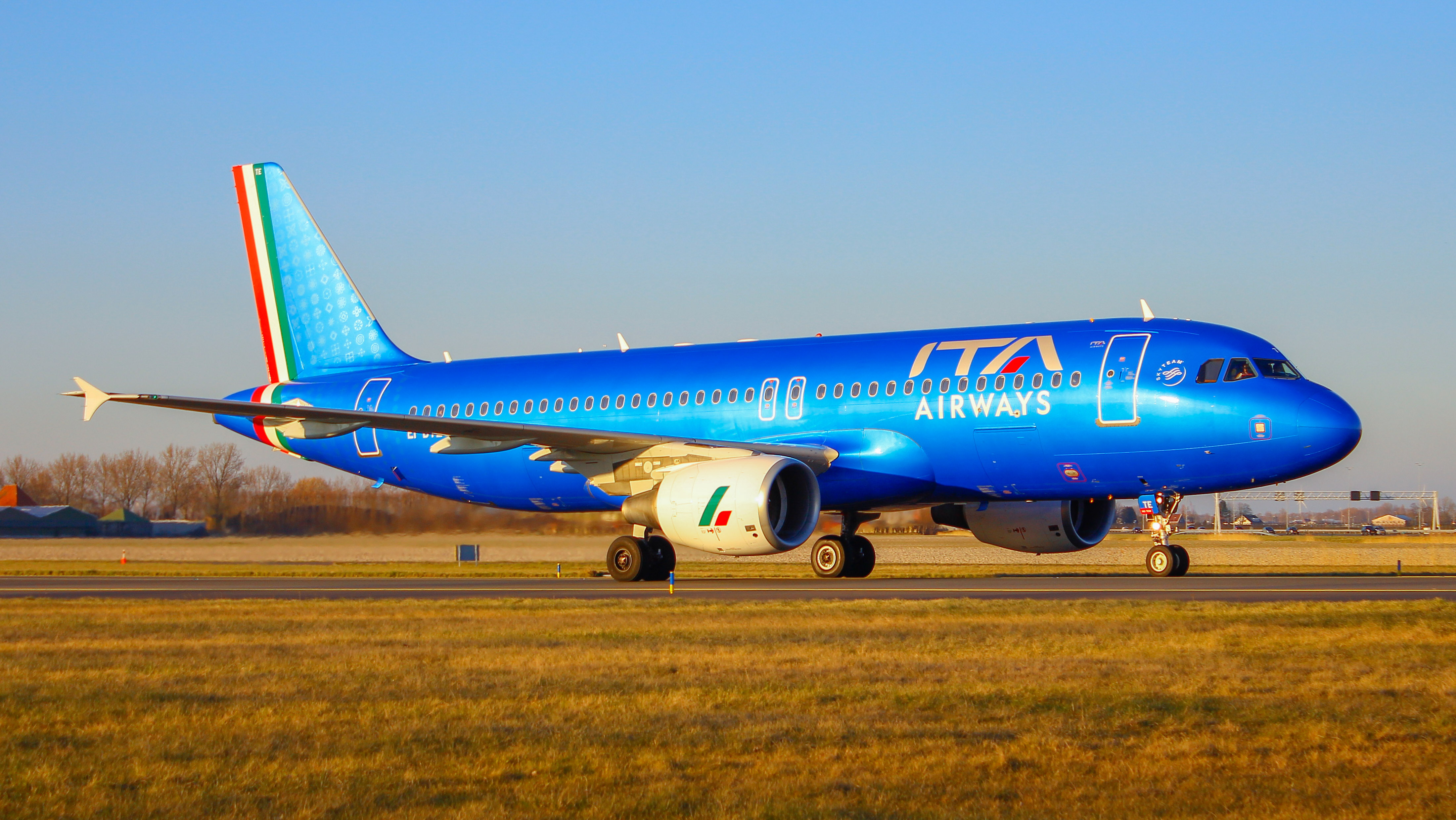
Il primo Airbus A320-200 (EI-DTE) con la nuova livrea blu

All'avvio delle operazioni l'intera flotta di ITA Airways presentava la livrea di Alitalia, essendo tutti gli aeromobili provenienti dalla precedente compagnia di bandiera. L'unica eccezione era data dall'Airbus A320 EI-EIB, che è stato verniciato in una livrea speciale per l'inizio delle attività, caratterizzata dalla fusoliera bianca con la scritta "Born in 2021" nei colori della bandiera italiana sulle fiancate, la scritta "Operated by ITA" in prossimità del muso e un tricolore sulle gondole motore.
Il 15 ottobre 2021 è stata presentata l'identità visiva della compagnia, comprendente il marchio e la nuova livrea, con la fusoliera in colore metallizzato azzurro (colore storicamente associato all'Italia), il logo ITA Airways in bianco col dettaglio della lettera A in rosso nella parte anteriore, delle icone stilizzate ispirate al patrimonio artistico italiano nella parte posteriore e un tricolore all'estremità della deriva che si estende avvolgendo la coda. Il logo della compagnia è anche riportato nella parte inferiore della fusoliera. Gli aeromobili saranno tutti intitolati a personaggi del mondo dello sport italiano. La nuova livrea ha esordito nel dicembre dello stesso anno con l'A320 EI-DTE intitolato al calciatore Paolo Rossi. La scelta della colorazione metallizzata è tuttavia causa di maggior peso per l'aeromobile, con conseguente maggior consumo di carburante e impatto sull'ambiente: la stima del maggior peso rispetto alla tradizionale vernice bianca varia da circa 120 kg, secondo i tecnici di ITA, a circa 300 kg, secondo esperti esterni all'azienda. L'applicazione della livrea è proseguita in seguito per sostituire progressivamente quella Alitalia, salvo per alcuni aerei dismessi nei mesi successivi (ad oggi, l'ultimo aereo operativo che veste la livrea Alitalia è l'A319 EI-IMF).

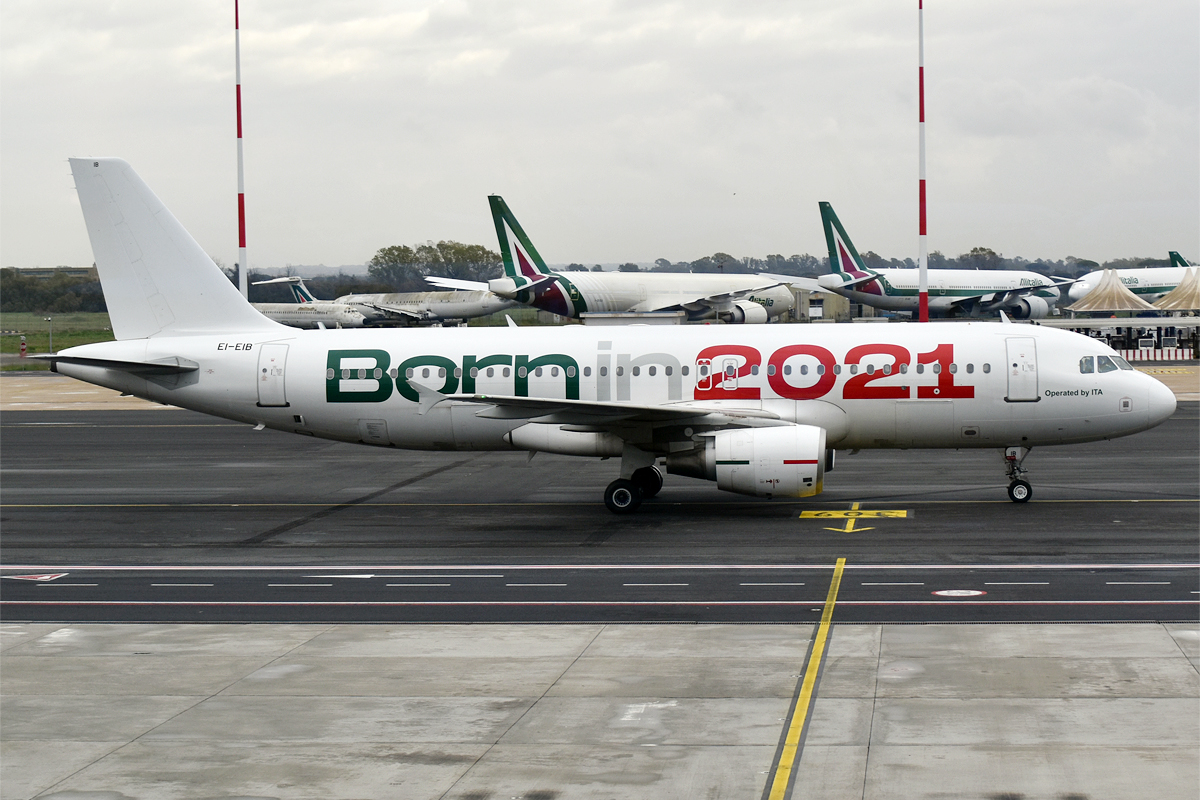
L'A320-200 nella livrea "Born in 2021"

Tre aerei della compagnia presentano delle livree speciali: oltre all'A320 EI-EIB "Born in 2021" già citato, l'Airbus A350-900 marche EI-IFD e uno dei primi Airbus A220-300 (EI-HHJ) sono verniciati in livrea bianca con il logo della compagnia in verde e rosso e le diciture "- 25% FUEL AND CO2" e "BORN TO BE SUSTAINABLE". Questa livrea speciale, all'inizio impiegata su 5 aeromobili, è stata utilizzata su aerei inizialmente ordinati da altre compagnie, i quali sono stati consegnati verniciati interamente di bianco per velocizzarne l'entrata in servizio. A novembre 2023 è iniziato il processo di riverniciatura di questi aeromobili nella livrea azzurra di base, con i primi a riceverla che sono stati gli A220-300 EI-HHI ed EI-HHL.
In passato sono state adottate altre livree speciali. Un A320 è stato dipinto in una livrea promozionale caratterizzata dal claim "Io sono Friuli-Venezia Giulia", volta a favorire e promuovere lo sviluppo turistico nella regione: si trattava dell'aeromobile con marche EI-DTG, dismesso ad ottobre 2024. Su altri aeromobili erano stati applicati speciali adesivi celebrativi. Il logo commemorativo del centenario dell'autodromo di Monza, inaugurato nel 1922, è stato applicato sul muso dell'A330 EI-EJP, dell'A319 EI-IMV e dell'A350 EI-IFF, che ha anche ricevuto temporaneamente il nome di Enzo Ferrari. Sull'A320neo EI-HJE è stato applicato un adesivo che celebrava il centenario dell'Aeronautica Militare, mentre da aprile a dicembre 2023 l'Airbus A320-200 EI-EIE ha avuto un adesivo sulla fiancata che promuoveva la candidatura di Roma come città ospitante dell'EXPO 2030.

### Marchio
A novembre 2020 è comparso per la prima volta il logo di Italia Trasporto Aereo, composto dalla sigla ITA, con le prime due lettere colorate di verde e la terza a richiamare il tricolore con le bande orizzontali, in una «A» dalla forma che rimanda alla coda di un velivolo. Tale logo è stato utilizzato sul sito web della compagnia, dove da agosto 2021 è iniziata la vendita dei biglietti prima del volo inaugurale.
Il 15 ottobre 2021, in concomitanza con l'avvio delle operazioni di volo, è stato presentato il marchio commerciale del vettore con un nuovo logo, che presenta le tre lettere di ITA in verde – eccetto una parte della A colorata in rosso, a richiamo del vecchio marchio Alitalia –  e in basso la scritta "AIRWAYS" anch'essa in verde. Il logo è stato disegnato dalla Landor, la stessa azienda che ideò il marchio Alitalia del 1969.
Da settembre 2024, al logo è stata aggiunta la tagline "Inspired by Alitalia".

Logo provvisorio di Italia Trasporto Aereo, usato dall'11 novembre 2020 al 15 ottobre 2021
Logo usato dal 15 ottobre 2021 al 27 settembre 2024
Logo in uso dal 27 settembre 2024

### Brand Alitalia
Nel corso di una conferenza stampa svoltasi a Milano il 27 settembre 2024, la compagnia ha annunciato l'intenzione di recuperare lo storico nome «Alitalia».

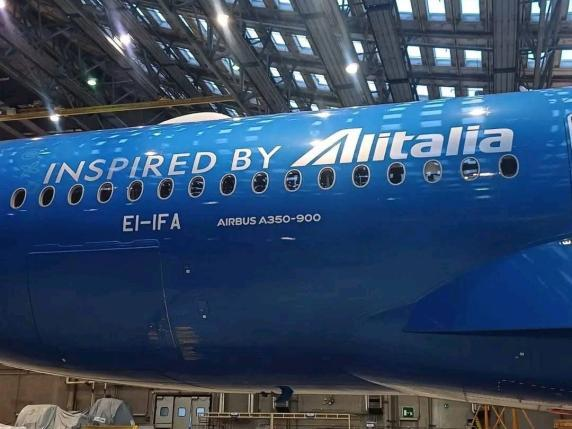
Il Primo Airbus A350-900 (EI-IFA) con la scritta "Inspired by Alitalia"

Il marchio era stato acquistato nel 2021 per 90 milioni di euro, in seguito al bando di cessione indetto dai commissari straordinari di Alitalia, per evitare che potesse finire alla concorrenza.
Il 3 febbraio 2025, durante la conferenza stampa di presentazione del nuovo CDA della compagnia, il nuovo amministratore delegato di ITA, Jörg Eberhart, ha dichiarato per il futuro l'intenzione di rilanciare il marchio Alitalia, aggiungendo che non vi fossero ancora piani dettagliati sulle modalità.
L'iniziativa è stata presentata ufficialmente in conferenza stampa il 10 febbraio. In quell'occasione, la scritta «inspired by Alitalia» comparve anche lungo la fusoliera di un Airbus A350-900. Lo stesso è stato applicato successivamente anche su un Airbus A321neo e su un A220-100. Già nelle settimane precedenti, l'accostamento del brand Alitalia al logo ITA, aveva fatto la sua comparsa sul sito e nell’app della compagnia aerea.

## Servizi

### Programma fedeltà
Il programma fedeltà di ITA Airways è Volare ed è articolato su quattro livelli (detti Club): Smart, Plus, Premium e Executive.
All’iscrizione il livello iniziale è Club Smart; per quelli superiori sono necessari:
- 30.000 punti per Club Plus;
- 60.000 punti per Club Premium;
- 90.000 punti per Club Executive.

I benefici, previsti per tutti i Club superiori allo Smart, sono progressivi e prevedono: l'accesso alle lounge; l'accettazione, i controlli e la riconsegna dei bagagli prioritari; franchigie aggiuntive e assistenza dedicata. L'appartenenza ai Club superiori al Plus offre la possibilità di usufruire di servizi esclusivi in base alla fascia di riferimento.
Sono inoltre presenti servizi chiamati "acceleratori", che permettono di ottenere un maggior numero di punti in base al tipo di rotta, tariffa e classe di viaggio. È possibile spendere i punti per ottenere biglietti premio oppure per acquistare servizi ancillari, come ad esempio la scelta del posto. L'ammontare dei punti accumulati è calcolato sulla base della spesa del cliente e del Club di appartenenza. Per ogni euro speso vengono riconosciuti 10 punti nel Club Smart, fino ad arrivare a 13 punti ogni euro speso nel Club Executive.
Per la gestione del programma di fidelizzazione è stata creata una società ad hoc, VOLARE LOYALTY, con amministratrice unica Emiliana Limosani, direttrice commerciale di ITA Airways.
L'8 marzo 2023 il numero di iscritti al programma raggiungeva un milione e l'8 maggio 2024 due milioni. A febbraio 2025 il programma vantava 2,7 milioni di iscritti.
Dal 3 febbraio 2025 ITA è diventata partner di Miles & More, permettendo di accumulare i punti Volare anche viaggiando con quattro compagnie aeree di Lufthansa Group: Lufthansa stessa, Swiss, Austrian e Brussels Airlines.

### Lounge
ITA Airways permette ai passeggeri di business class, ai membri di livello PREMIUM ed EXECUTIVE di VOLARE, ai soci ELITE PLUS Skyteam e ai possessori di carta di credito ITA Airways American Express Platino, l'accesso a tre lounge della compagnia presso l'Aeroporto di Roma-Fiumicino: l'Hangar Lounge per i passeggeri nazionali e Schengen, la Lounge Piazza di Spagna per i passeggeri extra Schengen e una lounge dedicata ai minori.
Sono disponibili inoltre lounge ITA Airways presso gli aeroporti di Milano-Linate (Piazza della Scala) e Catania-Fontanarossa (Piazza Vincenzo Bellini).
Possono accedere alle lounge ITA Airways anche i passeggeri non in possesso dei requisiti sopra menzionati, acquistando l'ingresso sul sito o sull'app della compagnia, tramite centro assistenza o direttamente all'ingresso della lounge.
I passeggeri di business class possono inoltre accedere a lounge aeroportuali presso tutti gli scali in cui la compagnia opera.

### Connessione a bordo
La connessione Wi-Fi è attualmente disponibile sugli A330-200 dell'ex flotta Alitalia, sugli A220, sugli A350-900, sugli A330-900neo, su alcuni A320neo e sugli A321neo.

## Cabina

### Business class

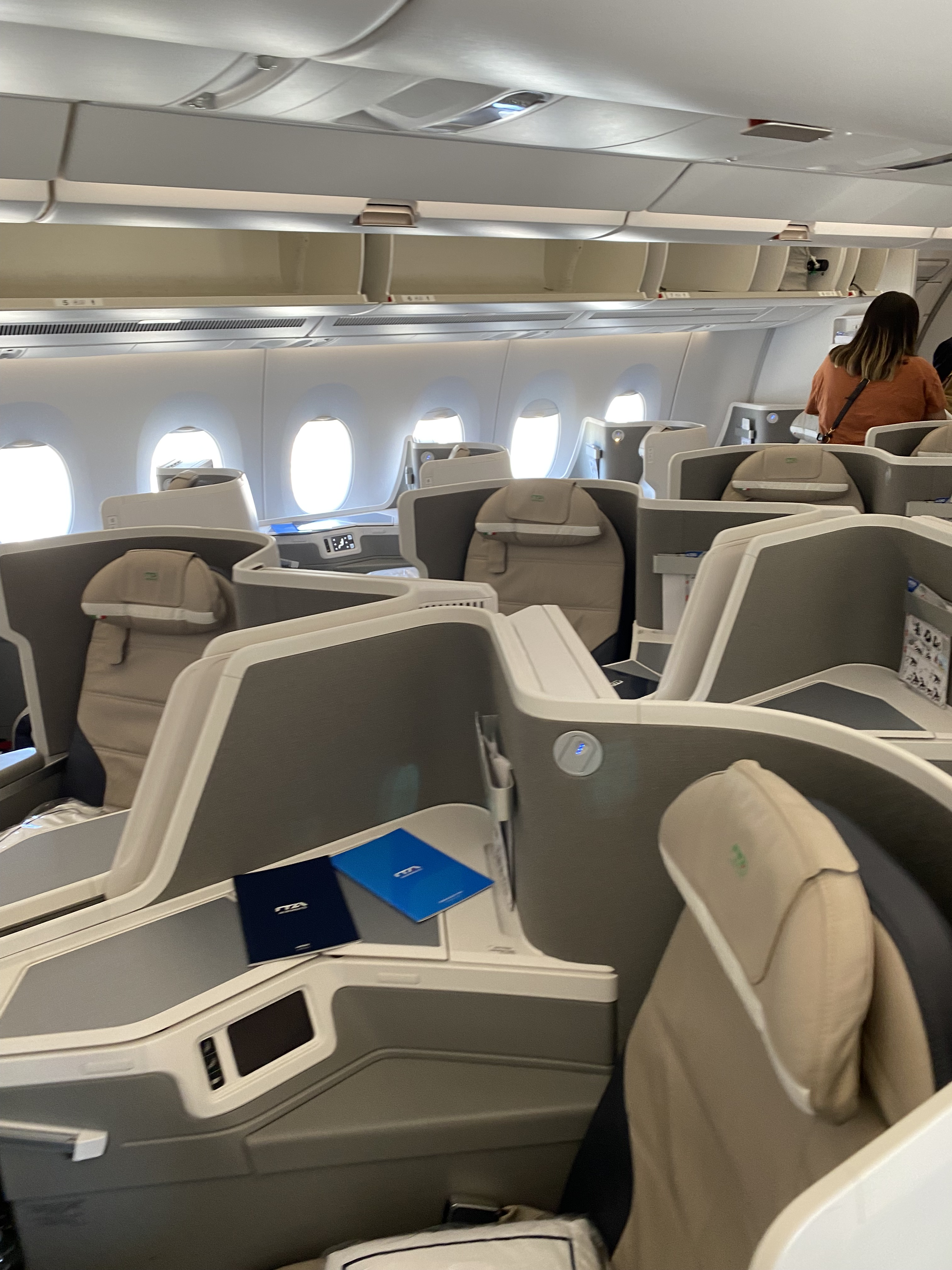
La Business Class di lungo raggio in un Airbus A350-900

Nella flotta di ITA Airways, le poltrone di classe Business sono disponibili sugli A321neo, A330-200, A330-900neo e A350-900, mentre nei voli nazionali o a medio raggio operati con gli A220, A319, A320 e A320neo, i posti considerati come Business Class sono sedili comuni nelle file anteriori dell'aereo.
Nella flotta di lungo raggio, sugli aerei a fusoliera larga in configurazione 1-2-1 e sugli A321neo in configurazione 1-1, i passeggeri possono usufruire di una cabina dedicata, con sedili reclinabili a 180° con funzione massaggio e schermi interattivi con sistema audiovideo su richiesta personalizzato. ITA Airways ha stretto una collaborazione con alcuni famosi chef italiani, tra cui il pluri-stellato Michelin Enrico Bartolini, per la creazione di menù a-la-carte dedicati ai passeggeri di Business class, oltre a una carta di vini italiani.
Nella flotta di corto-medio raggio, i passeggeri usufruiscono della possibilità di avere sempre un posto libero accanto a loro, oltre a menù e carta dei vini variabili a seconda della lunghezza del viaggio. Sui voli nazionali prende il nome di classe Superior.

### Premium economy

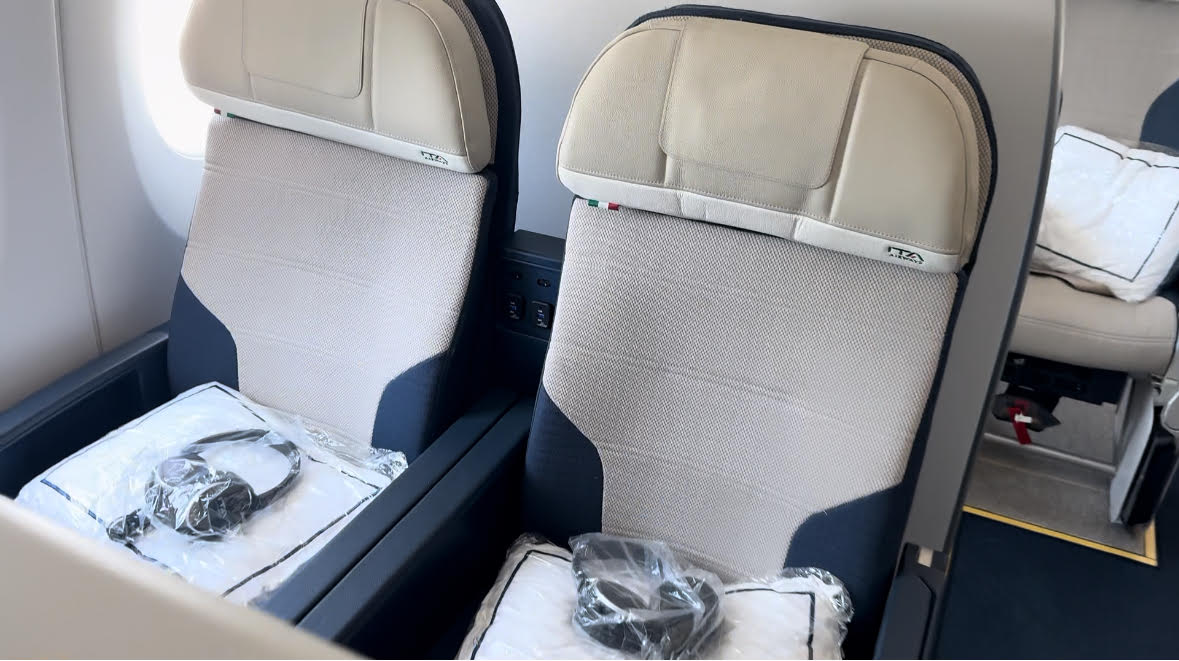
Sedili 22J e 22L in Premium Economy in un A350-900

La premium economy è disponibile sugli A321neo, sugli A330-200, sugli A330-900neo  e sugli A350-900 della compagnia.
Sugli A321neo sono presenti 12 posti in configurazione 2-2, con le stesse poltrone presenti sugli A330-900neo ma con schermi leggermente più piccoli (da 15,6 pollici). A bordo degli A330-200 vengono offerti 17 posti in configurazione 2-3-2, sedili reclinabili a 120° in una cabina dedicata oltre a schermi personali da 10,6 pollici e astucci viaggio personali con accessori firmati per la notte e la cura del corpo. Sugli A330-900neo invece, i posti offerti sono 24, sempre in configurazione 2-3-2 in cabina dedicata, ma con la differenza di avere schermi personali più grandi (da 17 pollici) con risoluzione 4K e poltrone con supporto per le gambe ed elementi per contenere la testa ai lati. Sugli A350-900 sono disponibili 24 posti in configurazione 2-4-2, con sedili simili a quelli dell'A330neo.

### Economy

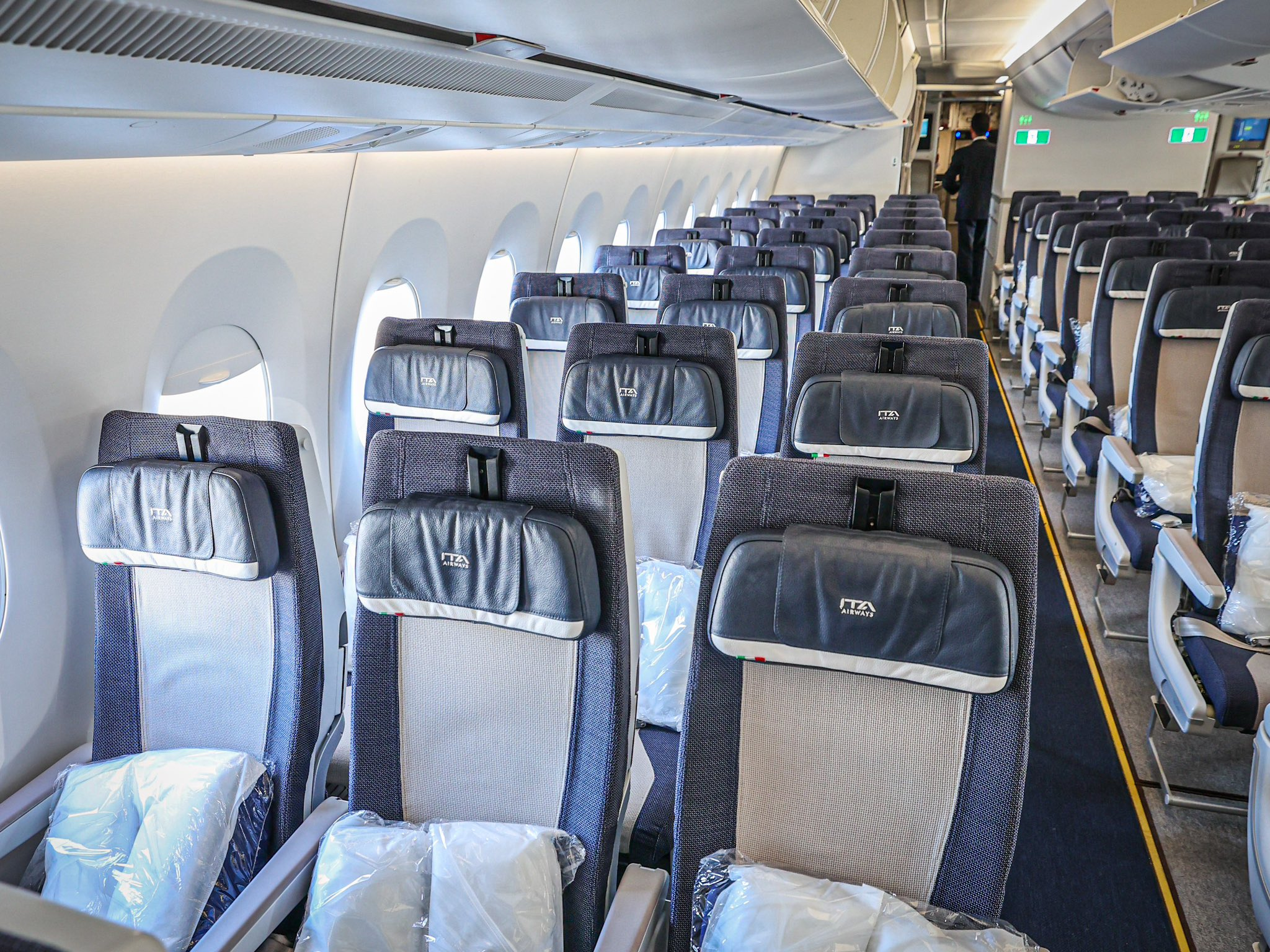
L'Economy Class di lungo raggio in un Airbus A350-900

La classe economica sugli aerei di lungo raggio è in configurazione 3-3-3 sugli A350-900 e 2-4-2 sugli A330-200 e A330-900neo. I passeggeri dispongono di schermi personali e sedili reclinabili a 120°. Nei voli a corto/medio raggio, gli aeromobili A319, A320/A320neo e A321neo sono in configurazione 3-3, mentre gli A220 in configurazione 3-2. I nuovi Airbus A220 sono equipaggiati con sedili in pelle marchiati Safran, ditta francese con cui ITA ha stretto una collaborazione anche per rinnovare gli interni degli aerei più datati e equipaggiare le nuove adozioni.
ITA ha scelto la ditta francese anche come fornitore di materiali per le cucine di bordo, carrelli per il servizio ai passeggeri, sistemi di intrattenimento e connettività in volo sui nuovi aerei destinati al medio raggio.
Sugli A321neo, inoltre, ogni posto di economy è equipaggiato con il monitor per l'IFE (da 13,3 pollici con risoluzione 4K), una novità assoluta rispetto agli altri aerei a fusoliera stretta in flotta.

## Destinazioni

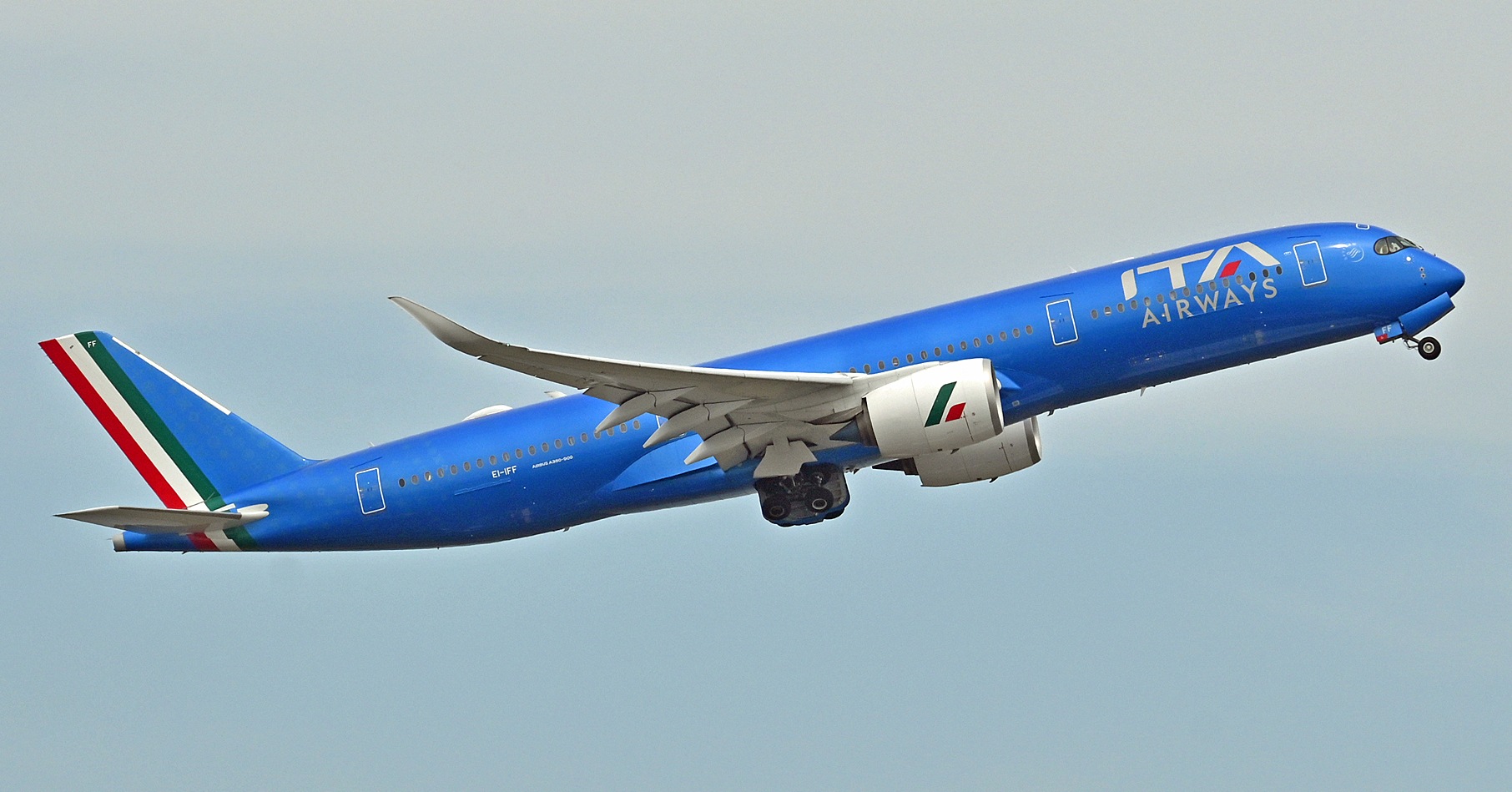
Un Airbus A350-900 (EI-IFF) di ITA Airways in decollo dall'aeroporto Internazionale di Tokyo-Haneda

Ad aprile 2025, ITA Airways opera voli verso Algeria, Arabia Saudita, Argentina, Brasile, Canada, Egitto, Emirati Arabi Uniti, Europa, Ghana, Giappone, India, Israele, Libia, Maldive, Senegal, Stati Uniti, Thailandia e Tunisia, oltre a voli verso le destinazioni domestiche.
A partire dal 7 novembre 2025 verrà inaugurata la nuova rotta verso le Mauritius.

### Accordi commerciali
Al 2025 ITA Airways ha accordi di code sharing con le seguenti compagnie:
- Aerolíneas Argentinas
- Aeroméxico
- airBaltic
- Air Canada[92]
- Air Corsica
- Air Dolomiti
- Air Europa
- Air France
- Air Serbia
- All Nippon Airways
- Austrian Airlines
- Avianca
- Azul Linhas Aéreas
- Brussels Airlines
- Bulgaria Air
- China Airlines
- Croatia Airlines
- Delta Air Lines
- Emirates
- Ethiopian Airlines
- Etihad Airways
- Garuda Indonesia
- Hainan Airlines
- Icelandair[93]
- Kenya Airways
- KLM
- KM Malta Airlines
- Korean Air
- Kuwait Airways
- LOT Polish Airlines[94]
- Lufthansa
- Luxair
- Middle East Airlines
- Pegasus Airlines
- Royal Air Maroc
- Royal Jordanian
- Kenya Airways
- Saudia
- Swiss International Air Lines
- TAP Air Portugal
- TAROM
- Turkish Airlines
- Vietnam Airlines
- Xiamen Airlines

Al 2025 ITA Airways ha accordi di interlinea con le seguenti compagnie:
- Air Astana[95]
- Iryo[96] (ferrovie)
- Qantas[97]
- Trenitalia[98] (ferrovie)
- Virgin Atlantic[99]

### Alleanze
Il 29 ottobre 2021 ITA Airways è entrata a far parte di SkyTeam. Il 3 febbraio 2025 ne è stata ufficializzata l'uscita, completata il successivo 30 aprile, a seguito dell'integrazione con Lufthansa Group.
Nella prima metà del 2026 è previsto l'ingresso di ITA Airways in Star Alliance.

## Flotta

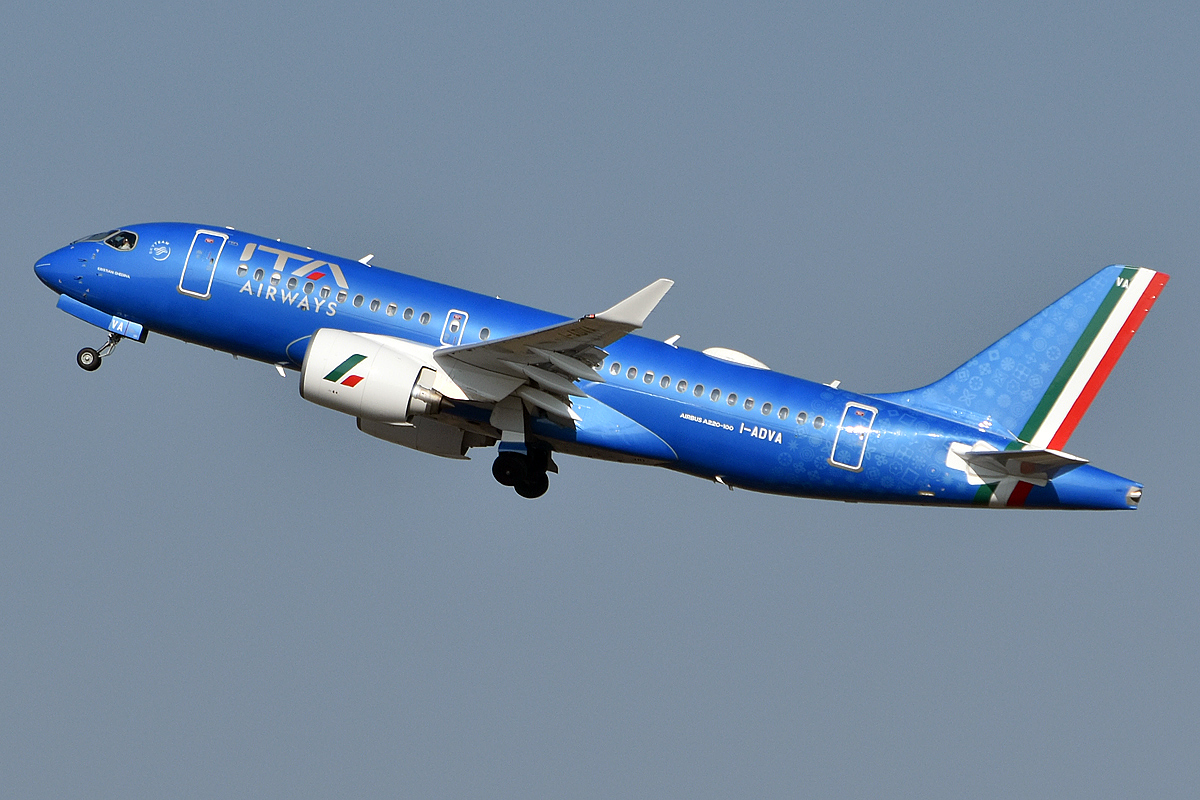
Un Airbus A220-100

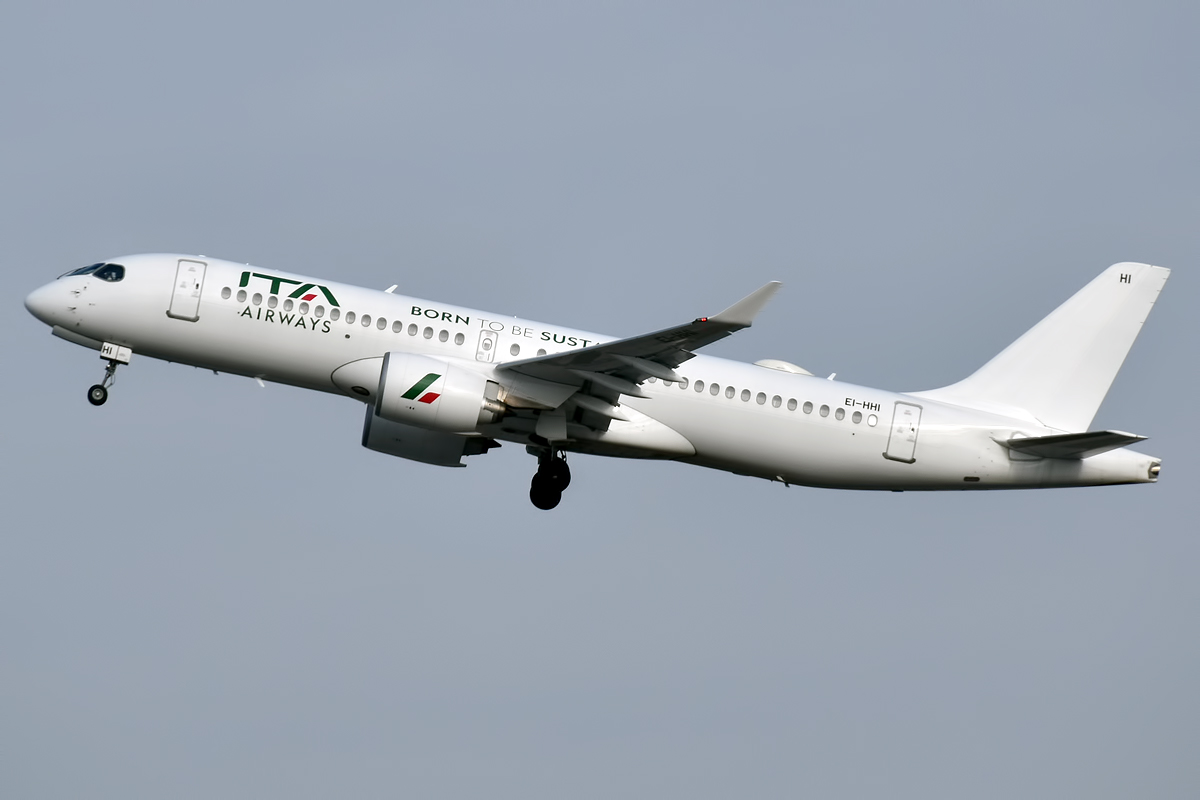
Un Airbus A220-300 nella livrea “Born to be Sustainable”

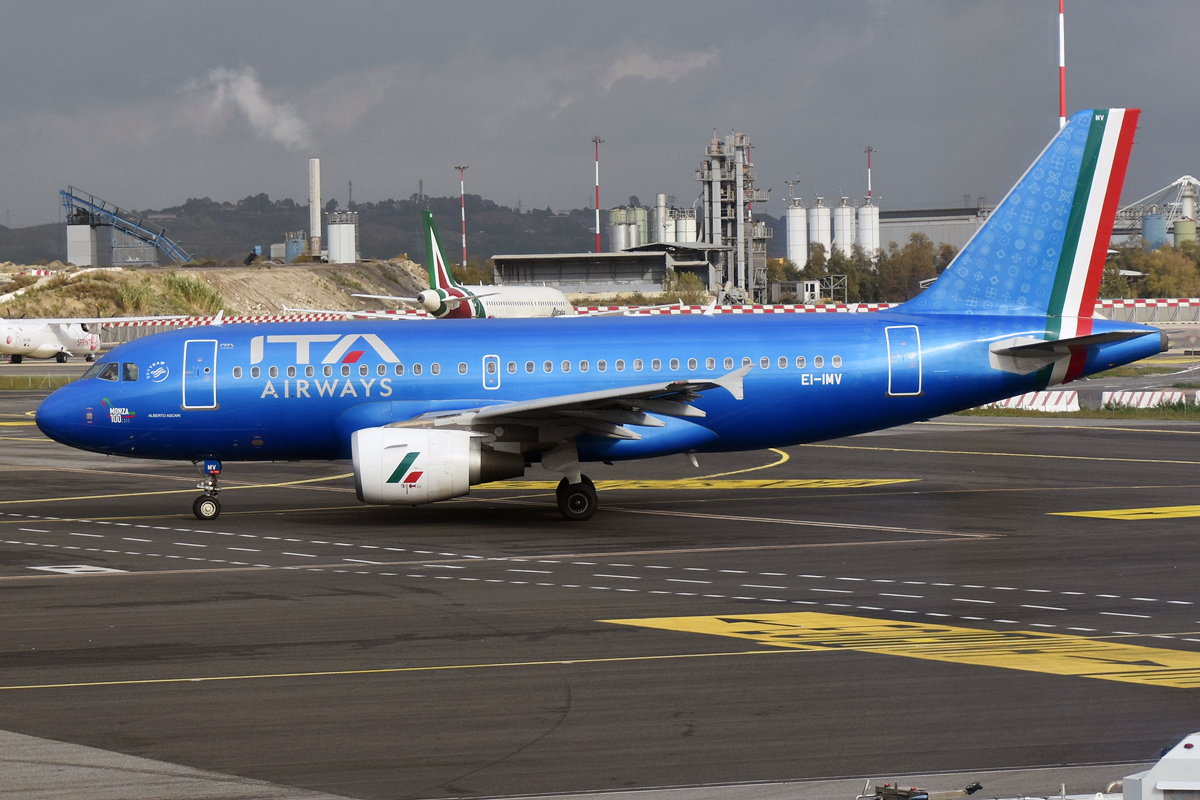
Un Airbus A319-100

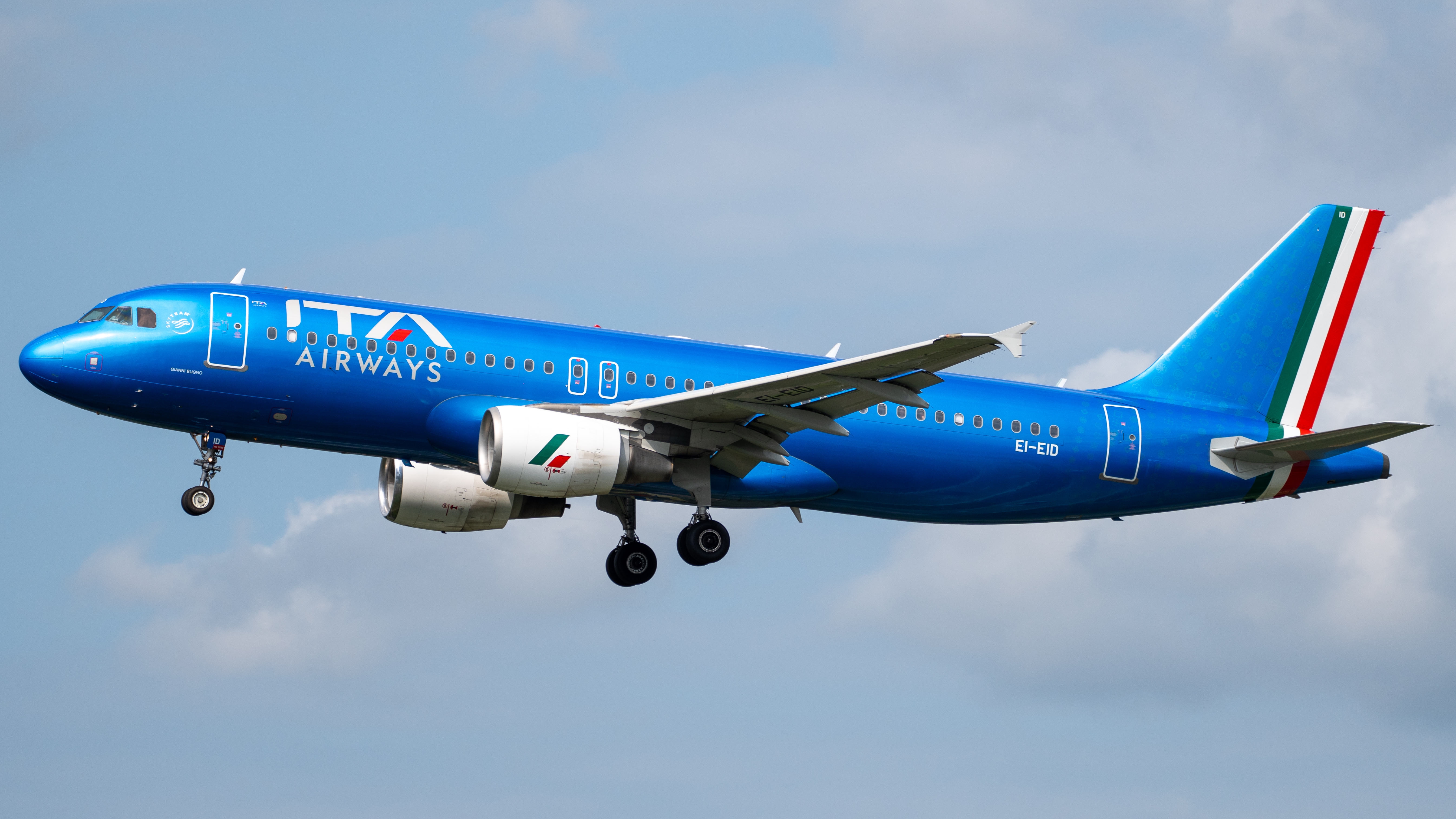
Un Airbus A320-200

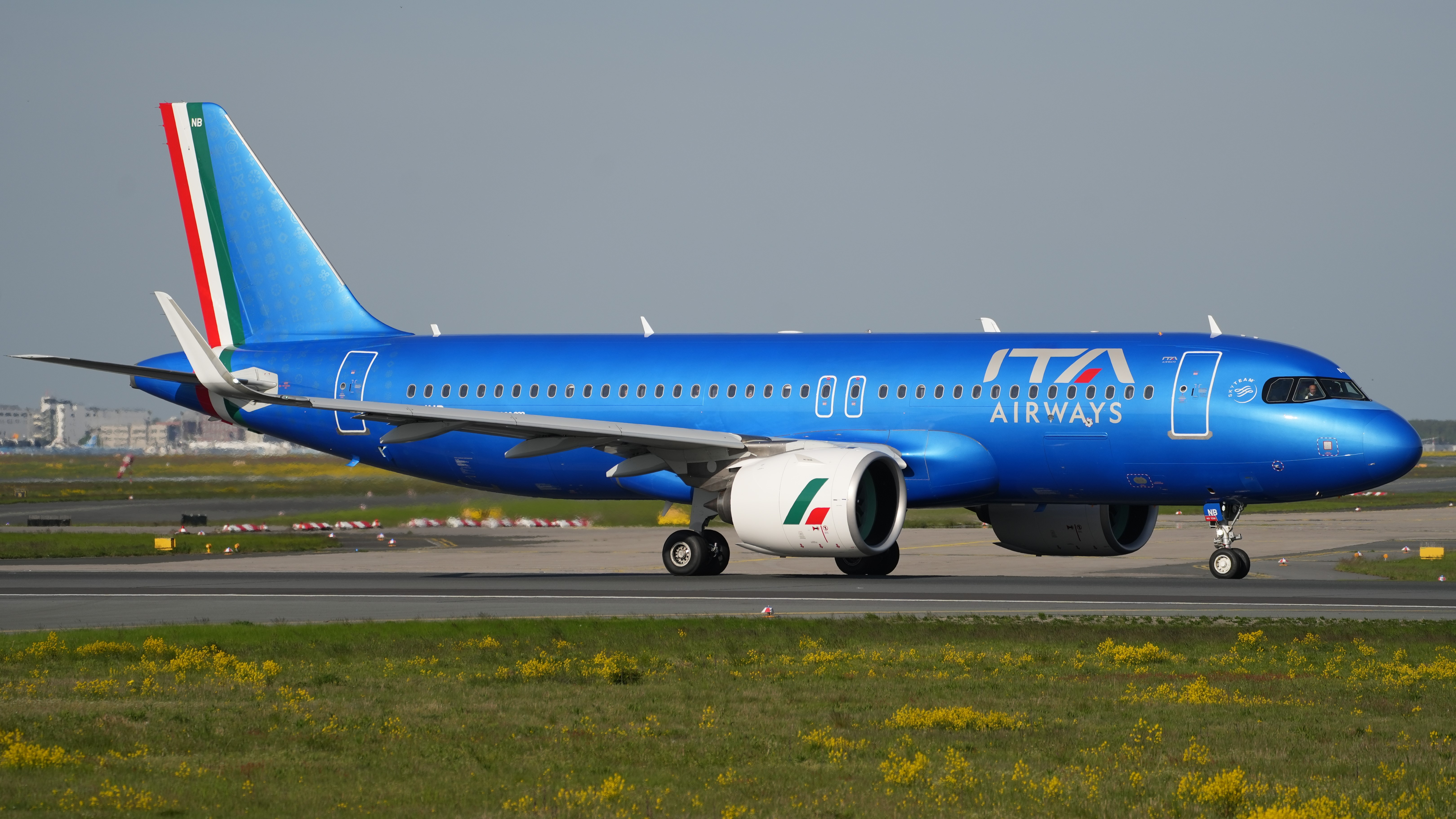
Un Airbus A320neo

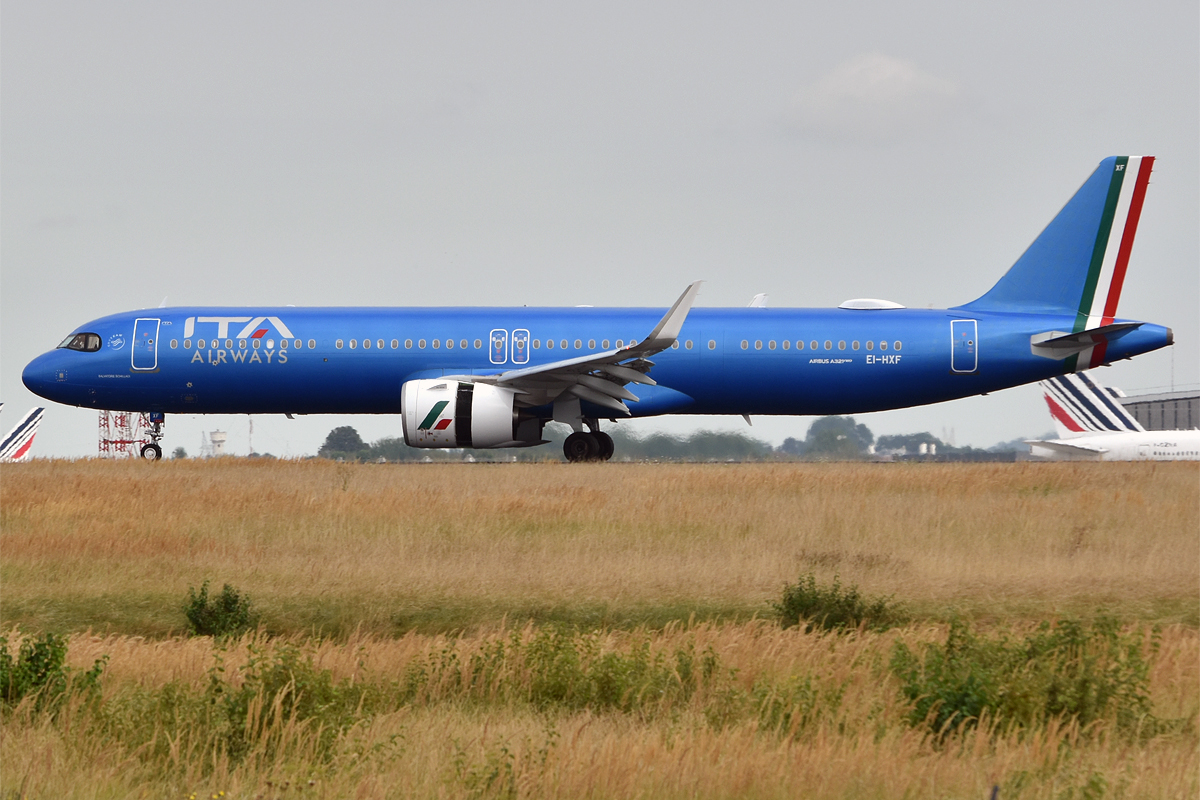
Un Airbus A321neo

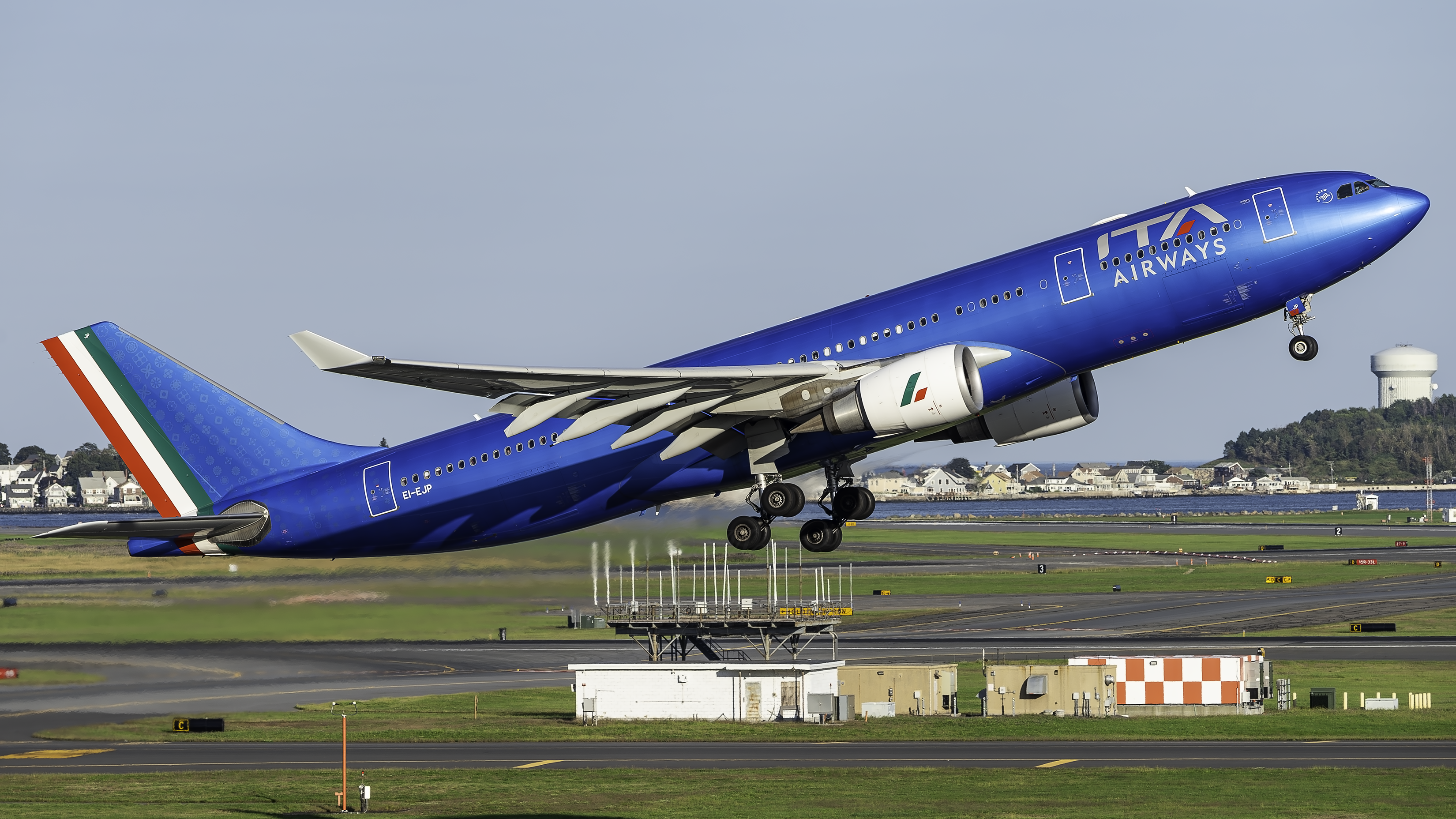
Un Airbus A330-200

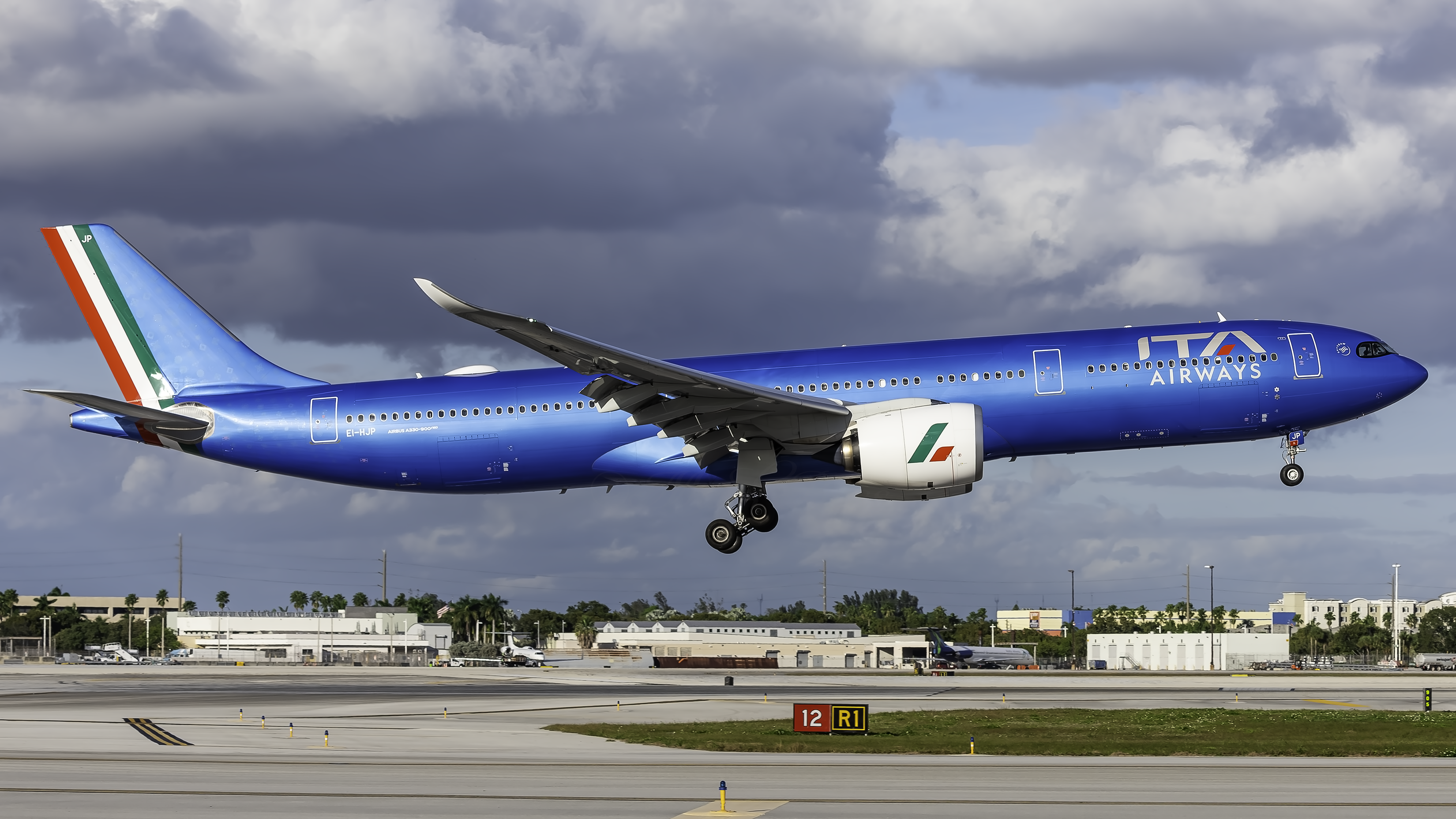
Un Airbus A330-900neo

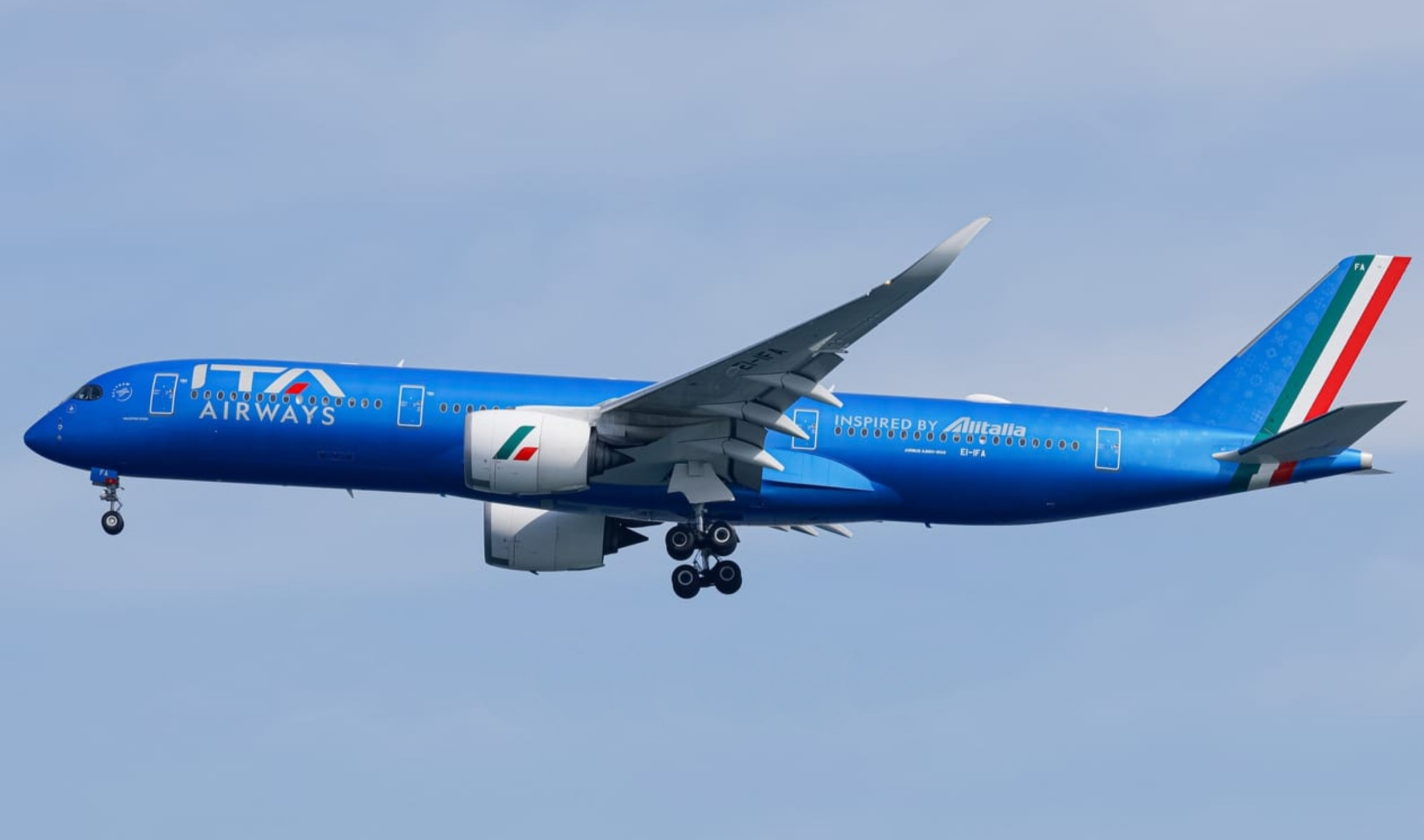
Un Airbus A350-900 con l'adesivo “Inspired by Alitalia”

A luglio 2025, la flotta di ITA Airways, che comprende esclusivamente aeromobili Airbus, risulta composta dai seguenti aerei:

### Piani di sviluppo
ITA ha avviato le operazioni di volo con una flotta di 7 aerei a fusoliera larga e 45 a fusoliera stretta, tutti provenienti dalla flotta di Alitalia. La previsione originale era di espandere la flotta a 78 aerei entro il 2022.
Il 30 settembre 2021, ITA ha annunciato di aver raggiunto un accordo con Airbus, selezionato come unico fornitore di aeromobili, per l'acquisto di 10 Airbus A330neo, 11 Airbus A320neo e 7 Airbus A220. La compagnia ha dichiarato che noleggerà altri 56 aerei di nuova generazione tra cui A220, A320neo, A321neo, A330neo ed A350, ed ha annunciato un primo accordo con il locatore Air Lease Corporation per l'affitto dei primi 31 aerei. Le consegne sono iniziate a maggio del 2022 con degli A350 inizialmente destinati ad Hainan Airlines.ITA ha dichiarato di volersi avvalere di non più di sei società di leasing, la metà di quelle utilizzate da Alitalia.
Il nuovo piano industriale, delineato durante le trattative per l'ingresso di Lufthansa, prevede per il 2027 una flotta composta da 94 aeromobili, tra cui 24 a fusoliera larga (tra A330neo e A350) e 9 A321neo dedicati al lungo raggio, ed i restanti mezzi suddivisi tra serie A220 e A320 dedicati alle operazioni di medio e corto raggio.
Il primo dei 9 A321neo, dedicato al nuotatore Massimiliano Rosolino, è stato preso in consegna da ITA Airways a novembre 2023 e ha iniziato le operazioni il 4 dicembre sulla tratta Roma Fiumicino - Londra Heathrow (anziché come previsto originariamente da Roma a Tel Aviv, a causa dei conflitti scoppiati in Israele).
L'intera flotta di ITA è registrata in Irlanda, dato che le società di leasing da cui ITA Airways noleggia gli aeromobili sono lì domiciliate. Per gli aeromobili acquistati direttamente dal costruttore, la proprietà è affidata a delle società di diritto irlandese controllate da ITA Airways, Aurora Financing DAC ed Aurora Financing 2 DAC, che a febbraio 2025 possiedono quattro A330-900 marcati da EI-TYA ad EI-TYD – anche se inizialmente uno di questi era stato immatricolato in Italia per poi passare alle marche irlandesi (da I-ITYB a EI-TYB) – e cinque A220-100 (EI-MVA, EI-MVB, EI-MVC, EI-MVE e EI-MVF; fino a dicembre 2024 i primi tre avevano marche italiane, da I-ADVA a I-ADVC).. 
Al 26 marzo 2025, l'unico aereo che la compagna ha immatricolato con registrazione italiana è un A220-100 marchiato I-ADVG.

## Inconvenienti
Ad oggi, ITA Airways non ha riportato nessun incidente che abbia riguardato persone. Tuttavia, è stata coinvolta in alcuni inconvenienti minori che hanno danneggiato degli aeromobili, successivamente riparati e tornati in servizio.
- Il 17 giugno 2022, l'Airbus A330-200 con marche EI-EJL ha subito un contatto con un Boeing 777 di Air France (F-GSPQ) all’Aeroporto Internazionale John F. Kennedy di New York. L'Airbus si stava recando in pista per decollare e operare il volo AZ611, quando ha toccato con l'ala il mezzo arrivato da Parigi. L'equipaggio di Air France ha quindi provato a contattare la torre di controllo prima che l'aeromobile partisse. La torre di controllo però non è riuscita a mettersi in contatto in tempo e l'equipaggio italiano è stato avvertito solo dopo essere decollato alla volta di Aeroporto di Roma-Fiumicino, ignari del contatto avvenuto a terra. Non è stato ritenuto comunque necessario ritornare allo scalo americano. Scoperti i danni a Fiumicino, l'aereo è stato dismesso 48 ore per le riparazioni.[128]
- Il 2 gennaio 2023, un altro Airbus A330-200 con marche EI-EJM che operava il volo AZ610, ha urtato un Bombardier CRJ-900LR (N928XJ) di Endeavor Air (filiale regionale della Delta Air Lines). Anche in questo caso, il fatto è avvenuto al JFK di New York e sono stati i piloti del piccolo aereo della compagnia statunitense a rendersi conto di essere stati colpiti con l'ala del più grosso aereo appena atterrato e diretto al gate per lo sbarco dei passeggeri. L'aereo proveniente da Roma ha subito un danno alla winglet dell'ala destra che ha necessitato della riparazione prima di poter tornare operativo. Danni più seri ha subito inevitabilmente il Bombardier, senza comunque causare feriti.[129]